# Rötelgrundammer
Die Rötelgrundammer (Pipilo erythrophthalmus) ist ein amerikanischer Singvogel aus der Familie der Neuweltammern.

## Merkmale
Mit 23 cm Länge zählt die Rötelgrundammer zu den größten Neuweltsperlingen.
Der Vogel hat rotbraune Flanken, einen weißen Bauch und einen langen dunklen Schwanz mit weißen Rändern. Die Augenfarbe ist im Allgemeinen rot, nur bei der südöstlichen Population ist sie weiß.
Das Männchen ist an Kopf, Oberseite und Schwanz schwarz gefärbt, beim Weibchen sind diese Körperpartien braun.

## Vorkommen
Die Rötelgrundammer lebt in offenen Feldern, Dickichten, Busch- und Waldrändern vom Süden Kanadas über die USA bis nach Mexiko. Die nördlichen Populationen verbringen den Winter im südlichen Nordamerika.

## Lebensweise
Der Vogel scharrt mit den Füßen am Boden zwischen Erdreich und Blättern nach Insekten, Spinnen und Früchten.
Das Weibchen baut alleine ein schalenförmiges Nest aus Zweigen und Gräsern am Boden oder zwischen den unteren Ästen eines Busches. Das Gelege aus zwei bis sechs Eiern bebrütet es etwa zwei Wochen lang. Die Jungvögel werden von beiden Elternvögel zwei Wochen lang mit Futter versorgt. Die Jungvögel bleiben noch bis zum Sommerende bei den Eltern.